# Суперкубок Азии по футболу
Суперкубок Азии (англ. Asian Super Cup) — международный клубный футбольный турнир, состоявший из одного матча, в котором встречались победители Кубка чемпионов Азии и Кубка обладателей кубков Азии. Соревнование проходило с 1995 по 2002 год, когда кубки были объединены в единый турнир — Лигу чемпионов АФК.

## Розыгрыши
| Сезон | Победитель Кубка чемпионов     | Счёт              | Победитель Кубка обладателей кубков |
| ----- | ------------------------------ | ----------------- | ----------------------------------- |
| 1995  | Тай Фармерз Банк (Бангкок)     | 1:1, 2:3          | Йокогама Флюгелс (Йокогама)         |
| 1996  | Чхонан Ильхва Чхонма (Чхонан)  | 5:3, 1:0          | Бельмаре Хирацука (Хирацука)        |
| 1997  | Пхохан Стилерс (Пхохан)        | 0:1, 1:1          | Аль-Хиляль (Эр-Рияд)                |
| 1998  | Пхохан Стилерс (Пхохан)        | 1:1, 0:0          | Аль-Наср (Эр-Рияд)                  |
| 1999  | Джубило Ивата (Ивата)          | 1:0, 1:2          | Аль-Иттихад (Джидда)                |
| 2000  | Аль-Хиляль (Эр-Рияд)           | 2:1, 1:1          | Симидзу С-Палс (Сидзуока)           |
| 2001  | Сувон Самсунг Блюуингз (Сувон) | 2:2, 2:1          | Аль-Шабаб (Эр-Рияд)                 |
| 2002  | Сувон Самсунг Блюуингз (Сувон) | 1:0, 0:1 (п. 4:2) | Аль-Хиляль (Эр-Рияд)                |

## Победители
| Клуб                           | Победы | Годы       |
| ------------------------------ | ------ | ---------- |
| Аль-Хиляль (Эр-Рияд)           | 2      | 1997, 2000 |
| Сувон Самсунг Блюуингз (Сувон) | 2      | 2001, 2002 |
| Йокогама Флюгелс (Йокогама)    | 1      | 1995       |
| Соннам Ильхва Чхонма (Соннам)  | 1      | 1996       |
| Аль-Наср (Эр-Рияд)             | 1      | 1998       |
| Джубило Ивата (Ивата)          | 1      | 1999       |

### По странам
| Страна            | Победы | Поражения |
| ----------------- | ------ | --------- |
| Саудовская Аравия | 3      | 6         |
| Республика Корея  | 3      | 5         |
| Япония            | 3      | 4         |
| Таиланд           | 0      | 1         |

### По турнирам
| Турнир                   | Победы |
| ------------------------ | ------ |
| Кубок чемпионов          | 5      |
| Кубок обладателей кубков | 3      |